# Ava Lauren
Ava Lauren (Burbank, California; 20 de enero de 1971) fue una modelo erótica y actriz pornográfica estadounidense.

## Biografía
Tiene una variada ascendencia, una mezcla entre francocanadiense y mexicana. Ava empezó a hacer porno como Lana Lotts en 2002 después que su amiga Kelly Madison la introdujera en el negocio. Como Lana, Ava trabajó hasta 2005 haciendo solo softcore y fue entonces cuando desapareció del porno. Ava como Lana tenía el pelo teñido de rubio platino. Aunque en 2007 se tiñó de pelirrojo actualmente lo tiene moreno, su color natural.
Ava ha empezado a realizar porno a una edad tardía, bien entrada en la treintena, no como la mayoría de actrices que suelen empezar poco después de cumplir la mayoría de edad. La mayoría de escenas en las que aparece son del género MILF y también en películas de chicas de generoso busto.

## Premios y nominaciones
- 2006 - Premios CAVR - Milf del Año (nominada)